# Rosario Saro Vella
Rosario Saro Vella SDB (ur. 8 maja 1952 w Canicatti) – włoski duchowny rzymskokatolicki posługujący na Madagaskarze, od 2019 biskup Moramanga.

## Życiorys
Święcenia kapłańskie przyjął 27 maja 1979 w zgromadzeniu salezjanów. Po święceniach pracował jako duszpasterz studentów w Katanii. W 1981 został misjonarzem na Madagaskarze, pracując przede wszystkim w placówkach zakonnych.
7 listopada 2007 został mianowany biskupem diecezji Ambanja. Sakry biskupiej udzielił mu 16 grudnia 2007 abp Odon Razanakolona.
8 lipca 2019 otrzymał nominację na biskupa diecezji Moramanga, zaś 16 września 2019 kanonicznie objął urząd.